# 톰 음보야

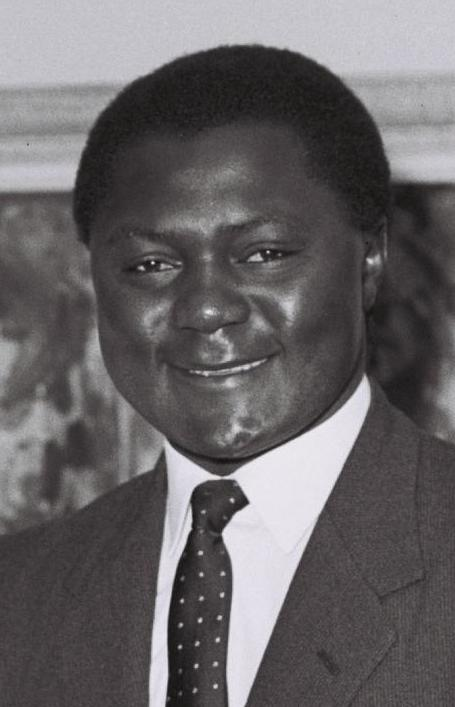
톰 음보야

톰 음보야(Tom Mboya, 1930년 8월 15일 ~ 1969년 7월 5일)는 케냐의 정치인으로 조모 케냐타(Jomo Kenyatta) 대통령 시기에 활동했고 그는 나이로비 인민 의회당(Nairobi People's Congress Party)의 설립자이고, 케냐 아프리카 민족 동맹(Kenya African National Union, KANU)의 중심 인물이며, 케냐의 경제 계획 발전부 장관을 지냈다.
화이트 고원의 한 마을에서 태어났으며 가톨릭 선교 학교에서 교육을 받고 1946년 영국 캠브리지 대학에 입학했으며 1950년 수도 나이로비에서 위생 연구소의 의학 교육 학교에 입학했다.
1955년 영국으로부터 장학금을 받았으며 정치계에도 진출해 나이로비 인민 의회당(Nairobi People's Congress Party)를 설립했고 케냐 아프리카 민족동맹(Kenya African National Union, KANU)의 회장으로도 당선되었다.
1962년 케냐가 독립하자 경제 계획 발전부 장관과 법무부 장관이 되었으나 1969년 7월 5일 수도 나이로비 중심가에 있는 한 약국에서 나하스완 이삭 은젠가 은조로게의 총에 맞아 암살당했다.